# 交通文化振興財団
公益財団法人交通文化振興財団（こうつうぶんかしんこうざいだん、英: Transportation Culture Promotion Foundation）は、京都鉄道博物館の運営などを通して、交通に関する知識の普及、交通文化の振興の活動を行っている公益法人。西日本旅客鉄道の外郭団体として大阪市に本部を置いている。

## 概要・歴史
公共企業体日本国有鉄道は、東京と大阪に複数の博物館を所有していた。それら博物館の運営を一体かつ専門的に行うため、1970年（昭和45年）に外郭団体として設立されたのが交通文化振興財団である。

東京・須田町の交通博物館と大阪・弁天町の交通科学館は当財団の発足前は、やはり国鉄の外郭団体だった財団法人日本交通公社に運営が委託されていた。財団設立直後の1971年（昭和46年）2月1日付で両館の運営が交通公社から移管され、業務を開始した。
1987年（昭和62年）の国鉄分割民営化で、交通博物館はJR東日本、交通科学館はJR西日本の所有物となったため、財団は両社が共同で引き継ぎ、引き続き両社から運営を受託することになった。このときJR西日本に残った梅小路蒸気機関車館は1996年（平成8年）4月から、またJR東日本の直営施設となった青梅鉄道公園も、翌1997年（平成9年）4月からは当財団が運営を受託した。
2004年（平成16年）、交通博物館がさいたま市に移転することが発表される。後継として新たに開館することになった鉄道博物館は、JR東日本の関連組織として既に東京・汐留の「鉄道歴史展示室」を運営していた東日本鉄道文化財団が運営にあたることになるが、東日本鉄道文化財団は鉄道博物館では旧国鉄の事業範囲内だった一部を除いて鉄道以外の交通分野についての展示を行わないとしたため、2006年（平成18年）に交通博物館が閉館した後、鉄道関連以外の収蔵品の一部が交通科学博物館に移された。
その一方で運営する4館のうち一番古くかつもっとも大きい存在だった交通博物館を失った財団は、交通科学博物館と梅小路蒸気機関車館を引き続き運営することになり、両館を所有するJR西日本の外郭団体としての色合いが強くなりだした。2009年（平成21年）、JR東日本と結んでいた青梅鉄道公園の運営委託契約を解消。関東地区の拠点がなくなったのに加え、JR東日本が予定していた交通博物館跡地の再開発で支障となったため、8月1日付で主たる事務所を交通科学博物館内に移し、JR西日本単独の関連組織として再スタートした。
2011年（平成23年）4月1日、JR福知山線脱線事故を受けてJR西日本が設立したもう1つの外郭団体『JR西日本あんしん社会財団』とともに公益財団法人に移行した。

その後、交通科学博物館と梅小路蒸気機関車館を統合、リニューアルした『京都鉄道博物館』の運営を行うこととなり、現在に至る。なお、JR西日本には同種の展示館として津山まなびの鉄道館もあるが、こちらは当財団ではなく、地元の津山市観光協会が運営に当たる。また、JR東海は分割民営化当初から財団の運営に参加しておらず、名古屋市のリニア・鉄道館はJR東海が直接管理運営している。

## 沿革
- 1970年（昭和45年）11月25日 - 財団法人として設立
- 2009年（平成21年）8月1日 - 主たる事務所を旧交通博物館内（東京都千代田区）から交通科学博物館内に移転
- 2011年（平成23年）4月1日 - 公益財団法人化（内閣総理大臣認定）
- 2016年（平成28年）4月7日 -  交通科学博物館閉館に伴い、主たる事務所を大阪市港区波除三丁目11番10号から同市淀川区西中島七丁目1番26号オリエンタル新大阪ビル201号に移転
- 2017年（平成29年）8月1日 - 主たる事務所を大阪市淀川区西中島四丁目2番26-1004号に移転。

## 運営を委託されている博物館
- 京都鉄道博物館　※JR西日本との共同運営

## 運営を委託されていた博物館
- 交通博物館　※2006年5月14日閉館
- 青梅鉄道公園　※2009年3月31日運営受託終了
- 交通科学博物館　※2014年4月6日閉館
- 梅小路蒸気機関車館　※2015年8月30日閉館

## その他の事業
- 日本鉄道保存協会の運営